# Parlamentswahl in Äthiopien 1973
Die Parlamentswahl in Äthiopien 1973 war die fünfte Direktwahl des Volksrepräsentantenhauses, dem Unterhaus des äthiopischen Parlaments. Es war die letzte Wahl in Äthiopien unter der Monarchie.

## Wahlsystem
Gewählt wurden die 250 Mitglieder des Volksrepräsentantenhauses, das gemäß der Verfassung des Kaiserreichs Äthiopien von 1955 besteht. Wahlberechtigt waren alle Einwohner über 21 Jahre; Personen, denen die Bürgerrechte entzogen waren, und Strafgefangene hatten kein Wahlrecht. Gewählt wurde nach Mehrheitswahlrecht, das Land wurde in Wahlkreise zu je 200.000 Wählern eingeteilt, von denen jeder zwei Abgeordnete ins Parlament entsandte. Städte mit mindestens 30.000 Einwohner bildeten einen eigenen Wahlkreis, diese entsandten aber nur einen Abgeordneten, für jeweils weitere 50.000 Einwohner stand der Stadt ein weiterer Abgeordneter zu.

Kandidaten mussten mindestens 21 Jahre alt, seit der Geburt im Besitz der äthiopischen Staatsbürgerschaft sein, als „rechtschaffener Bürger“ gelten und mindestens 50 wahlberechtigte Unterstützer vorweisen können. Zusätzlich mussten sie Landbesitz im Wert von 1000 Birr im Wahlkreis oder sonstiges Eigentum oder ein Einkommen im Wert von 2000 Birr vorweisen, andere Angaben sprechen von 850 bzw. 1700 Birr. 250 Birr mussten als Kaution vorgelegt werden, um als Kandidat zugelassen zu werden. Die Zahl potenzieller Kandidaten wurde durch diese Einschränkung des passiven Wahlrechts erheblich reduziert: 1000 Birr (nach damaligem Kurs etwa 400 US-Dollar, in heutiger Kaufkraft rund 2.440 US-Dollar) entsprachen dem Monatsgehalt eines Ministers der Zentralregierung, das Durchschnittseinkommen lag bei 150 Birr pro Jahr.

## Wahlverlauf und Wahlergebnisse
Die Wahlen fanden zum regulären Termin, über mehrere Wochen verteilt, vom 23. Juni bis zum 7. Juli statt. Offenbar war kurz zuvor das Parlament aufgelöst worden, nachdem die Abgeordneten einem Gesetz, das eine Landreform vorsah, die Zustimmung verweigert hatten.

Bei einer Gesamtbevölkerung von etwa 27,8–28,2 Mio. waren ca. 7,3 Mio. Wähler registriert. Für die 250 Sitze traten etwa 1500 Kandidaten an, etwa 4,2 Mio. abgegebene Stimmen wurden gezählt. Auffällig war die hohe Wahlbeteiligung der jungen Bevölkerung: Von den 21–35-jährigen gingen 66 % zur Wahl. Etwa 60 % der Abgeordneten wurden wiedergewählt. Parteien waren nicht zugelassen, sodass alle Kandidaten als Unabhängige antreten mussten.

Insgesamt galten die Gegner der Landreformpläne als die Gewinner der Wahl, diese Pläne wurden nicht umgesetzt.

## Nach der Wahl
Das äthiopische Parlament war zur Zeit der Monarchie noch keine wirkliche Volksvertretung. Die Vorgaben zum Mindestbesitz und die Kosten des Wahlkampfs, die mehrere Tausend Birr betragen konnten und von jedem Kandidaten alleine getragen werden mussten, bewirkten, dass die Abgeordneten überwiegend der Oberschicht entstammten. Hauptsächlich waren Regierungsangestellte und Adelige im Parlament vertreten, etwa 15–20 % der Abgeordneten zur Zeit der Monarchie waren Muslime. Mit einem Monatsgehalt von umgerechnet 300 US-Dollar (in heutiger Kaufkraft ca. 1.829 US-Dollar) waren sie allesamt sehr gut bezahlt. Die politische Macht blieb zunächst in den Händen von Kaiser Haile Selassie. Im Laufe der Jahre entwickelte sich das Parlament dennoch zu einem politischen Machtfaktor, auch wenn es mehr die Interessen der verschiedenen politischen Gruppierungen als die des Volkes vertrat.
Das Parlament war nur ein Jahr im Amt, als es nach dem Sturz der Monarchie im September 1974 aufgelöst wurde; die nächste Wahl fand erst 1987 statt.